# Hecyrofrea conradti
Hecyrofrea conradti är en skalbaggsart som beskrevs av Stefan von Breuning 1961. Hecyrofrea conradti ingår i släktet Hecyrofrea och familjen långhorningar.
Artens utbredningsområde är Togo. Inga underarter finns listade i Catalogue of Life.